# Dr. Wolff-Gruppe
Dr. Wolff-Gruppe GmbH er en tysk kosmetik- og lægemiddelproducent med hovedkvarter i Bielefeld, Nordrhein-Westfalen.
Koncernen omfatter Dr. August Wolff GmbH & Co. KG Arzneimittel (lægemidler) og Dr. Kurt Wolff GmbH & Co. KG (kosmetik). 
Apoteker August Wolff grundlagde i 1905 Sudbracker Nährmittelwerke Vinces. Senere blev det til Dr. August Wolff GmbH & Co.
I 1930 blev produktet Alpecin udviklet, til behandling af hovedhår. Otte år senere mærket Linola.